# 会川晴之
会川 晴之（あいかわ はるゆき、1959年 - ）は、日本のジャーナリスト。毎日新聞社北米総局長等を務めた。ボーン・上田記念国際記者賞、科学ジャーナリスト賞受賞。

## 人物・経歴
東京都生まれ。麻布中学校・高等学校を経て、1985年に北海道大学法学部を卒業。1987年、毎日新聞社に入社。ウィーン特派員、欧州総局特派員、欧州総局長、編集編成局編集委員、北米総局長等を経て、2018年に北米総局特派員。ボーン・上田記念国際記者賞、科学ジャーナリスト賞を受賞。

## 著書
- 『よくわかる通信業界』（荒木健次と共著）日本実業出版社 1994年
- 『独裁者に原爆を売る男たち：核の世界地図』文春新書 2013年
- 『核に魅入られた国家』毎日新聞出版 2016年